# Nox (datorspel)
Nox är ett action-rollspel som utvecklades av Westwood Studios och släpptes av Electronic Arts den 31 januari 2000.
Det finns dels en singleplayer-del och dels en multiplayer-del. I singleplayer-delen är man är den amerikanske killen Jack som av en olyckshändelse sugits genom en portal till det magiska landet Nox. Man ska besegra den onda magikern Hecubah och hennes undersåtar. Hon planerar nämligen att väcka de döda och erövra världen.
I multiplayer-delen springer man omkring och slaktar vilt och actionfyllt de motståndare man spelar mot i olika spelsorter.
I spelet väljer man mellan tre klasser som alla har sina egna speciella förmågor; de är: conjurer (frammanare), warrior (krigare) eller wizard (magiker). Man ser i spelet karaktären ovanifrån och styr dess rörelser med musen.
Man hittar saker som svärd och stavar som man kan använda med sin karaktär för att till exempel skjuta eldbollar, blixtar etc.
Man kan även åkalla olika monster via vissa "spells" till exempel en varg. Det är dock bara en frammanare (conjurer) som kan göra det.